# Beilschmiedia tessendorffiana
Beilschmiedia tessendorffiana är en lagerväxtart som beskrevs av Teschn.. Beilschmiedia tessendorffiana ingår i släktet Beilschmiedia och familjen lagerväxter. Inga underarter finns listade i Catalogue of Life.